# Болбочан Марія Іванівна
Марія Іванівна Болбочан (Попеску) (22 липня 1891, Єлисаветград — † ?) —  дружина Петра Болбочана, українська студентка та діячна еміграції.

## Біографія

### Народження і раннє життя
Марія народилася 22 липня 1891 року у місті Єлисаветград (нині - Кропивницький), у родині Попесків. Батько Марії був православним священником, а мати вчителькою. 
У 4-річному віці помер її дідусь, і сім'я Марії переїхала до його парафії близ Хотина. 

### У шлюбі з Болбочаном
1899 року Марія поступила у Кишинівську 8-класну гімназію, яку закінчила у 1907. Тут, імовірно, вона познайомилася з Петром Болбочаном, що закінчував духовну семінарію. 1909 року Марія та Петро одружилися. 
Марія постійно супроводжувала Болбочана під час Першої Світової Війни та Визвольних Змаганнь, добре знала українську мову. За свідченнями очевидців, постійно вбиралася в шляхетський український одяг, аби показати свою українську ідентичність. 
Була присутня під час арешту Болбочана Омеляном Волохом 22 січня 1919-го, і була разом з ним переправлена до Києва. Під час арешту чоловіка Марією опікувалися адьютанти Болбочана - Методій Довбня та Микола Письменний. Тут вона поселилася у своєї тітки, у Михайлівському Монастирі. Разом з ними жили дружина Олена і син Віталій полковника Миколи Сільванського, що був заарештований разом з Болбочаном. 
У ніч проти 27 січня 1919-го в квартирі Марії та інших родичів Болбочана провели обшук Січові Стрільці. Були вилучені однострої та особисті речі чоловіка, а також гроші та документи. 
На початку 1919 вслід за чоловіком виїхала до Станіслава, де й застала його розстріл. 

### В еміграції
Після загибелі Болбочана Марія у супроводі ад'ютанта її чоловіка Івана Коржа виїхала до Австрії, де обоє мешкали до 1922, після чого переїхали до табору інтернованих українців у Польщі. Тут Корж був тимчасово заарештований солдатами Петлюри, та невдовзі відпущений. Невдовзі виїхала до Праги.
Навчалася в українському інституті імені М. Драгоманова на літературно-історичному факультеті. 
Подальша доля невідома. 

## В культурі
Марія, як і Іван Корж, Микола Письменний, Методій Довбня та ін. є персонажами історичного роману Юрія Коцегуба "Болбочан. Вірний присязі"